# Stan sprawności
Stan sprawności, PS (ang. performance status) – miara prezentowanej zdolności chorego do podejmowania codziennych czynności i samodzielnego funkcjonowania. Stanowi niezależny element oceny wpływu choroby na jakość życia chorego oraz jest ważnym ogólnym czynnikiem rokowniczym w wielu chorobach nowotworowych i nienowotworowych. Stan sprawności jest istotnym elementem oceny skuteczności leczenia.

## Skale stosowane w ocenie stanu sprawności

### Skala WHO/ECOG
| Stopień sprawności | Opis |
| 0                  | Prawidłowa sprawność, zdolność do samodzielnego wykonywania codziennych czynności bez ograniczeń                        |
| 1                  | Obecność objawów choroby, możliwość chodzenia i wykonywania lekkiej pracy                                               |
| 2                  | Zdolność do wykonywania czynności osobistych, niezdolność do pracy, konieczność spędzania w łóżku mniej niż połowy dnia |
| 3                  | Ograniczona zdolność wykonywania czynności osobistych, konieczność spędzania w łóżku ponad połowy dnia                  |
| 4                  | Konieczność spędzania w łóżku całego dnia, konieczność stałej opieki z powodu choroby                                   |
| 5                  | Zgon |

### Skala Karnofsky’ego
| Stopień sprawności | Opis |
| 100                | Stan prawidłowej aktywności, nieobecność objawów choroby                                                    |
| 90                 | Stan prawidłowej aktywności, obecność niewielkich dolegliwości i objawów choroby                            |
| 80                 | Stan niemal pełnej aktywności (wymaga pewnego wysiłku), obecność niewielkich dolegliwości i objawów choroby |
| 70                 | Stan niemożności wykonywania pracy lub normalnej aktywności, zachowana zdolność do samoobsługi              |
| 60                 | Stan wymagający okresowej pomocy, przy zachowanej zdolności do realizowania większości codziennych potrzeb  |
| 50                 | Stan wymagający częstej opieki i częstych interwencji medycznych                                            |
| 40                 | Stan niewydolności i konieczność szczególnej opieki                                                         |
| 30                 | Stan poważnej niewydolności, konieczność hospitalizacji przy braku bezpośredniego zagrożenia życia          |
| 20                 | Stan poważnej choroby, bezwzględna konieczność hospitalizacji i prowadzenia leczenia wspomagającego         |
| 10                 | Stan gwałtownego narastania zagrożenia życia                                                                |
| 0                  | Zgon |

### Skala Lansky’ego
| Stopień sprawności | Opis |
| 100                | Pełna aktywność, prawidłowa sprawność |
| 90                 | Niewielkie ograniczenie przy nasilonym wysiłku fizycznym                                                                                 |
| 80                 | Aktywny, ale szybciej niż zwykle się męczy                                                                                               |
| 70                 | Większe ograniczenie i skrócenie aktywnego wysiłku fizycznego                                                                            |
| 60                 | Aktywność fizyczna jest minimalna, chory preferuje czynności wymagające umiarkowanego wysiłku                                            |
| 50                 | Przez większość czasu leży, ale ubiera się samodzielnie, nie uczestniczy w aktywnych czynnościach, uczestniczy w spokojnych czynnościach |
| 40                 | Większość czasu spędza w łóżku, uczestniczy w spokojnych czynnościach                                                                    |
| 30                 | Nie może opuścić łóżka, wymaga pomocy również w spokojnych czynnościach                                                                  |
| 20                 | Często śpi, aktywność jest bardzo ograniczona do biernych czynności                                                                      |
| 10                 | Nie opuszcza łóżka, nie uczestniczy w żadnych czynnościach                                                                               |
| 0                  | Zgon |

## Porównanie skal oceniających sprawność
| Skala Karnofsky’ego | 100 | 90 | 80 | 70 | 60 | 50 | 40 | 30 | 20 | 10 | 0 |
| Skala ECOG/WHO      | 0   | 1  | 1  | 2  | 2  | 3  | 3  | 4  | 4  | 4  | 5 |